# 埃克拉姆维尔
埃克拉姆维尔（法語：Écrammeville，法語發音：[ekʁamvil] ⓘ）是法国卡尔瓦多斯省的一个旧市镇，属于巴约区。2017年，埃克拉姆维尔与临近的3个市镇合并为新市镇福尔米尼拉巴塔耶。

## 地理
埃克拉姆维尔（49°19'23"N, 0°56'40"W）面积6.84 平方千米，位于法国诺曼底大区卡爾瓦多斯省，该省份为法国西北部沿海省份，北濒大西洋英吉利海峡，东北与滨海塞纳省以海上边界相接，东临厄尔省，南至奧恩省，西与芒什省接壤。
与埃克拉姆维尔接壤的市镇（或旧市镇、城区）包括：艾涅维尔、贝桑地区阿涅尔、布里克维尔、科隆比耶尔、隆格维尔、特雷维耶尔。

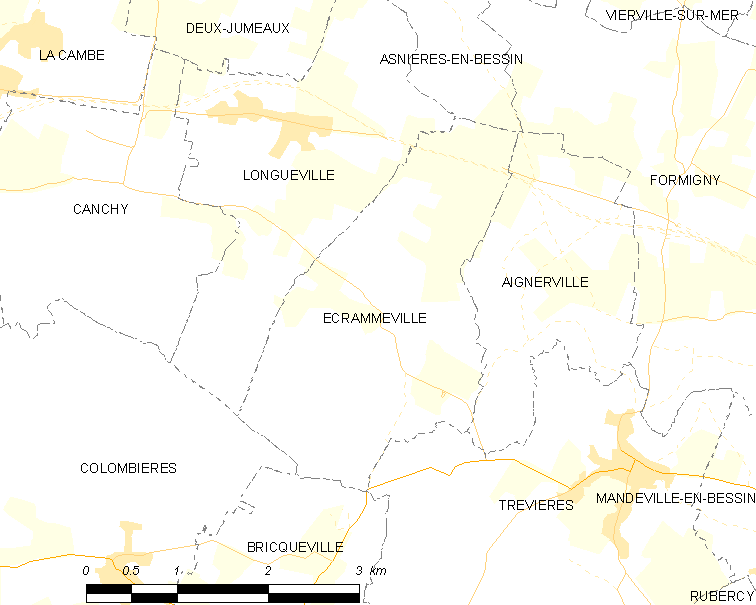
埃克拉姆维尔的OSM定位图

埃克拉姆维尔的时区为UTC+01:00、UTC+02:00（夏令时）。

## 行政
埃克拉姆维尔的邮政编码为14710，INSEE市镇编码为14235。

## 政治
埃克拉姆维尔所属的省级选区为特雷维耶尔县。

## 人口

1962-2008年间埃克拉姆维尔人口变化图示

埃克拉姆维尔于2018年1月1日时的人口数量为208人。